# Бензи (округ)
Бе́нзи (англ. Benzie County) — округ в штате Мичиган, США. Официально образован в 1863 году. По состоянию на 2010 год, численность населения составляла 17 525 человек.

## География
По данным Бюро переписи США, общая площадь округа равняется 2 227,402 км2, из которых 828,801 км2 суша и 1 398,601 км2 или 63,000 % это водоёмы.

## Население
По данным переписи населения 2000 года в округе проживает 15 998 жителей в составе 6 500 домашних хозяйств и 4 595 семей. Плотность населения составляет 19,00 человек на км2. На территории округа насчитывается 10 312 жилых строений, при плотности застройки около 12,00-ти строений на км2. Расовый состав населения: белые — 96,39 %, афроамериканцы — 0,28 %, коренные американцы (индейцы) — 1,59 %, азиаты — 0,16 %, гавайцы — 0,01 %, представители других рас — 0,39 %, представители двух или более рас — 1,19 %. Испаноязычные составляли 1,46 % населения независимо от расы.
В составе 28,80 % из общего числа домашних хозяйств проживают дети в возрасте до 18 лет, 59,20 % домашних хозяйств представляют собой супружеские пары проживающие вместе, 7,70 % домашних хозяйств представляют собой одиноких женщин без супруга, 29,30 % домашних хозяйств не имеют отношения к семьям, 24,10 % домашних хозяйств состоят из одного человека, 10,80 % домашних хозяйств состоят из престарелых (65 лет и старше), проживающих в одиночестве. Средний размер домашнего хозяйства составляет 2,42 человека, и средний размер семьи 2,86 человека.
Возрастной состав округа: 23,40 % моложе 18 лет, 6,20 % от 18 до 24, 27,10 % от 25 до 44, 25,80 % от 45 до 64 и 25,80 % от 65 и старше. Средний возраст жителя округа 41 лет. На каждые 100 женщин приходится 98,10 мужчин. На каждые 100 женщин старше 18 лет приходится 96,40 мужчин.
Средний доход на домохозяйство в округе составлял 37 350 USD, на семью — 42 716 USD. Среднестатистический заработок мужчины был 30 218 USD против 21 730 USD для женщины. Доход на душу населения составлял 18 524 USD. Около 4,70 % семей и 7,00 % общего населения находились ниже черты бедности, в том числе — 8,20 % молодежи (тех, кому ещё не исполнилось 18 лет) и 5,20 % тех, кому было уже больше 65 лет.